# Diógenes de Castro Ribeiro
Diógenes de Castro Ribeiro (1878 — 1938 (60 anos)) foi um político brasileiro.
Foi 2º vice-presidente de Goiás, assumindo o governo do estado de 12 de março a 9 de abril de 1927.
Filho de Antônio de Castro Ribeiro e Josefa Gomes Pereira da Silva, nasceu em Jaraguá, Goiás. Era conhecido como Cel. Castrim e comandou a política da região por média de 20 anos, entre 1910 a 1930, era aliado da família Caiado, que na época liderava a política no estado de Goiás. Não chegou a exercer cargos políticos em Jaraguá, mas era através dele que a política era sempre decidida. Conseguiu proeza jamais alcançada por um outro político jaraguense, foi eleito vice-presidente da província de Goiás, cargo semelhante ao de Vice-Governador hoje, e em 1927 assumiu o Palácio Conde dos Arcos, na Cidade de Goiás, como governador interino do estado de Goiás na ausência do então Governador Brasil Caiado.
Casou-se com Isaura Rios de Castro Ribeiro e tiveram nove filhos: Helena, Nelson, Elha, Elza, Josefa, Silvio, Lila, Antônio e Gil Marcone.
Em Jaraguá houve muitos coronéis, mas certos fatores indicam a supremacia de Castrim sobre os demais. Primeiro porque somente  ele conseguiu arraigar à sua figura, as maldades praticadas pelos coronéis da época. Segundo, porque mesmo depois de passados tantos anos do coronelismo, só ele entre tantos outros, permanece ainda vivo na memória do povo jaraguense, tornando-o uma verdadeira lenda, passada literalmente de pai para filho, fazendo dele um personagem muito mais fictício do que real. Um mito.